# José María Pagola Mendizabal
José María Pagola Mendizabal (Amézqueta 1828- Gualeguay 1900) fue un médico y filántropo español en Argentina.
Trató con éxito numerosas epidemias de viruela, tifus y cólera, desarrollando el tratamiento de la difteria con percloruro de hierro. Fundó un hospital benéfico en la provincia de Entre-Rios.

## Biografía y trayectoria profesional
Nació en la casa Ibarlucea- barrena de Amézqueta, provincia de Guipúzcoa (España) en 1828. Realizó la carrera de medicina en la Universidad de Madrid donde comenzó a trabajar.
Su tío Martín Pagola, sacerdote en Gualeguay, le reclamó para trabajar en Argentina aceptando su propuesta.
Durante cuarenta años José María Pagola asistió sin interrupción a la población repartiendo entre las personas menesterosas sus ganancias.
Tuvo especial relevancia en el tratamiento de las sucesivas epidemias de viruela, cólera, tifus y difteria. 
La ciudad de Gualeguay queriendo manifestar su agradecimiento al doctor Pagola, edificó una casa con el dinero de todos, regalándosela á su médico ya que  vivió sin tener más fortuna que lo justamente para cubrir las necesidades de la vida.
.Tras su fallecimiento, el pueblo de Gualeguay levantó un  monumento y le dedicó una calle para honrar su memoria.